# Lisa McGee
Lisa McGee és una dramaturga i guionista nord-irlandesa.
Va néixer a Derry, Irlanda del Nord i va estudiar dramatúrgia a la Universitat Queen's de Belfast. El 2008 va estar adscrita temporal al Royal National Theatre de Londres.

## Obres
Ha escrit diverses obres de teatre: 
- Jump
- The Heights
- Nineteen Ninety Two
- Girls and Dolls

Ha escrit sèries de televisió:
- The Things I Haven't Told You per la BBC3
- Being Human per la BBC
- The White Queen per la BBC 1
- Per la cadena de televisió nord-irlandesa RTÉ la sèrie RAW
- Indian Summers pel canal Channel 4 la sitcom London Irish.
- Derry Girls, una comèdia emesa per Channel 4.

La seva obra Jump s'ha adaptat al cinema.
El 2018 va aparèixer a la llista de la 100 Women BBC.